# Srpsko Carstvo
Srpsko Carstvo bila je srednjovjekovna država u Jugoistočnoj Europi, proglašena 1346. godine čime Srpsko Kraljevstvo, koje je nastalo 1217. godine, postaje carstvo. Carstvo počinje slabiti nakon Dušanove smrti 1355. godine, a na teritoriju današnje Srbije prestalo je postojati nakon smrti njegovoga sina i cara Uroša, 1371. godine. U južnom dijelu na području Epira i Tesalije Dušanov polubrat Simeon Nemanjić nastavio je vladati s titulom cara, a potom i njegov sin car Jovan Uroš do 1372. godine.
Srpsko Carstvo bilo je stvoreno velikim osvajanjima Dušana Nemanjića na temelju srednjovjekovne kraljevine Raške. Dušanovu titulu cara nisu priznavali papa i car Svetog Rimskog Carstva na zapadu, njegovu državu su i dalje smatrali kraljevstvom, ali su mu titulu priznavali Mletačka Republika, Dubrovačka Republika, Bosanska Banovina, Drugo Bugarsko Carstvo, Sveta Gora, koja je bila svojevrsna autonomna crkvena država, te bizantski car Ivan V. Prijestolnica nije bila ustaljena: bila je u Raškoj, u Skoplju, u Prištini, Prizrenu, u Budimlji, ili negdje u Zeti.
Dušanovo carstvo, u skladu sa srednjovekovnim shvaćanjima države, nije bila nacionalna država u današnjem smislu riječi, jer su kao i u svakom drugom carstvu u njoj živjeli Srbi, Grci, Bugari i Albanci. Medievist Konstantin Jireček ocjenjuje kako je napuštanje starosrpske osnovice u planinskoj kolijevci, zbog „megalomanije cara Dušana”, srpskoj državi nanijelo više štete nego koristi.
Dušanovo carstvo kao teritorijalno najprostranija srpska srednjovjekovna država u moderno je doba često služilo za opravdavanje raznih velikosrpskih projekata.

## Dušanovo carstvo u političkoj mitologiji
Srpsko carstvo ima vrlo istaknutu ulogu u srpskoj političkoj mitologiji i ideologiji. Kao carstvo trajalo je 25 godina, ali se temeljilo na moćnome srednjovjekovnom Srpskom kraljevstvu koje mu je prethodilo i koje je postojalo oko 150 godina, a prije toga Raškom/Srbijom vladali su Veliki župani. 
Tijekom stoljeća, obnova Dušanovog carstva postala je središnja tema kosovske mitologije, prema kojoj Srbiji pripada taj dio jugoistoka Europe, a njihovo veliko srpsko carstvo konačno je propalo na Kosovu polju 1389. Činjenica je da je Dušanovo carstvo, kao i svako drugo carstvo, imalo višenarodni karakter, ali su svakako Srbi u njemu bili najbrojniji Nakon Kosovske bitke, Moravska Srbija bila je kneževina, a nedugo potom postala je Despotovina, čime je državna tradicija u kontinuitetu nastavljena. Međutim, bosanski ban Tvrtko I. se, 1377. godine, okrunio dvostrukom krunom (sugubi vijenac) i uzeo naslov »kralj Srbljem, Bosni, Primorju, Humskoj zemlji, Donjim Krajem, Zapadnim Stranam, Usori i Podrinju«. Krunidbena svečanost održala se 26. listopada 1377., vjerojatno u mjestu Mile kraj Visokog u srednjoj Bosni, a ne kraj Mileševa. Tom prilikom Tvrtko se na svoje pravo na srpsku krunu pozvao temeljem svojega krvnoga srodstva s Nemanjićima, a i 1389. godine poslao je jedan odred svoje vojske u bitku na Kosovom polju.
Srpski državnik Ilija Garašanin u svom Načertaniju 1844. tvrdi kako Srbija polaže „sveto pravo istoričesko“ na zemlje Dušanovog carstva iz 14. st., i da na tom temelju treba ponovno podići veliku srpsku državu. Od 19. st., Dušanovo carstvo služilo je kao izvor legitimiteta raznih projekata srbijanske ekspanzije prema jugu. Tako su uoči balkanskih ratova srpski imperijalisti gajili pretenzije k Makedoniji, budući da je ona bila dio »Velike Srbije« iz doba Nemanjića i Dušana Silnog. U vrijeme raspada SFRJ, sudionici antibirokratskih revolucija imali su popularni slogan „Mi nećemo ništa novo, samo carstvo Dušanovo”.